# Індукційна піч

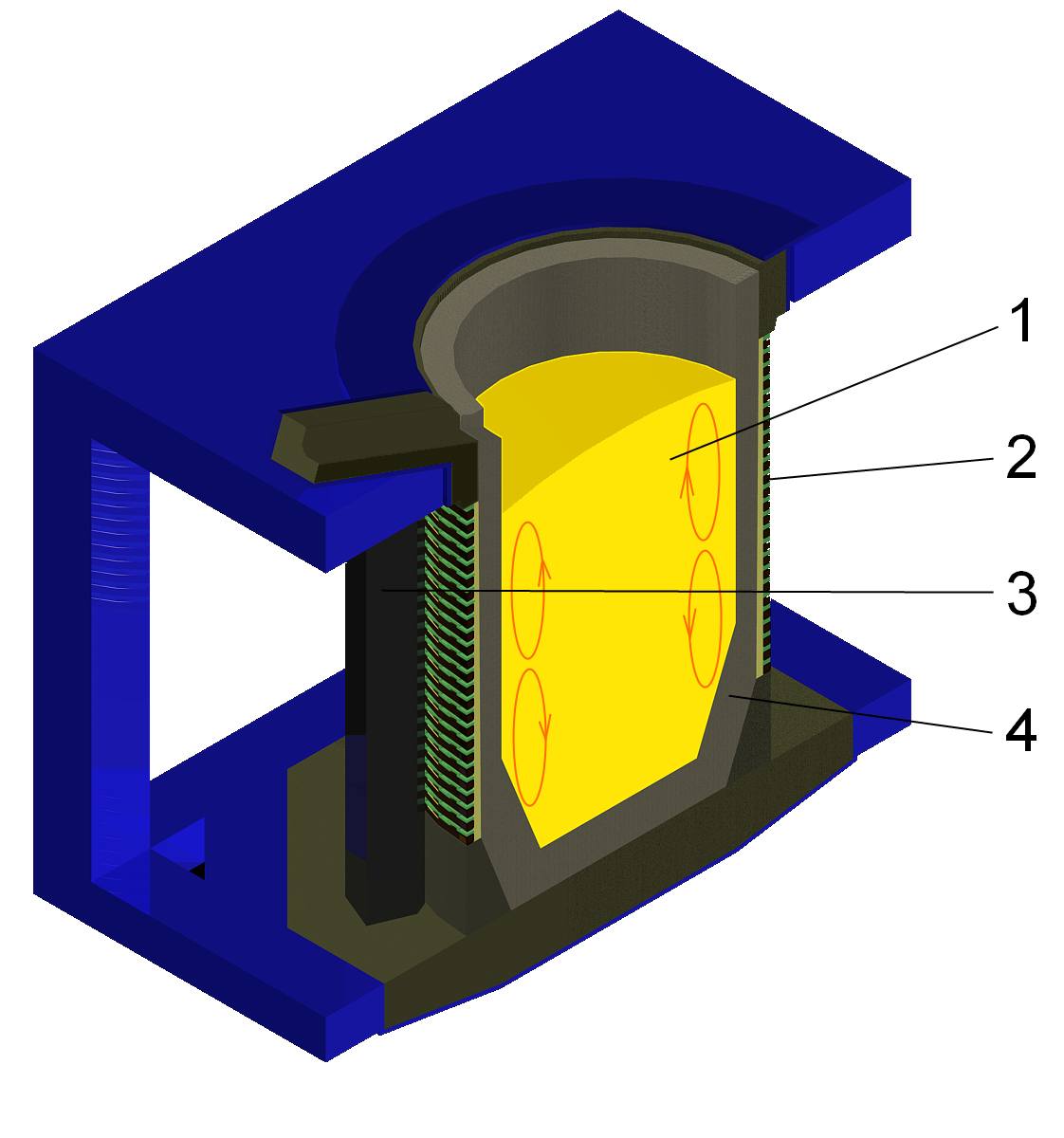
Індукційна тигельна піч у розрізі:
1 — Розплав
2 — Соленоїд з водохолоджуваної трубки
3 — Стяжки
4 — Тигель

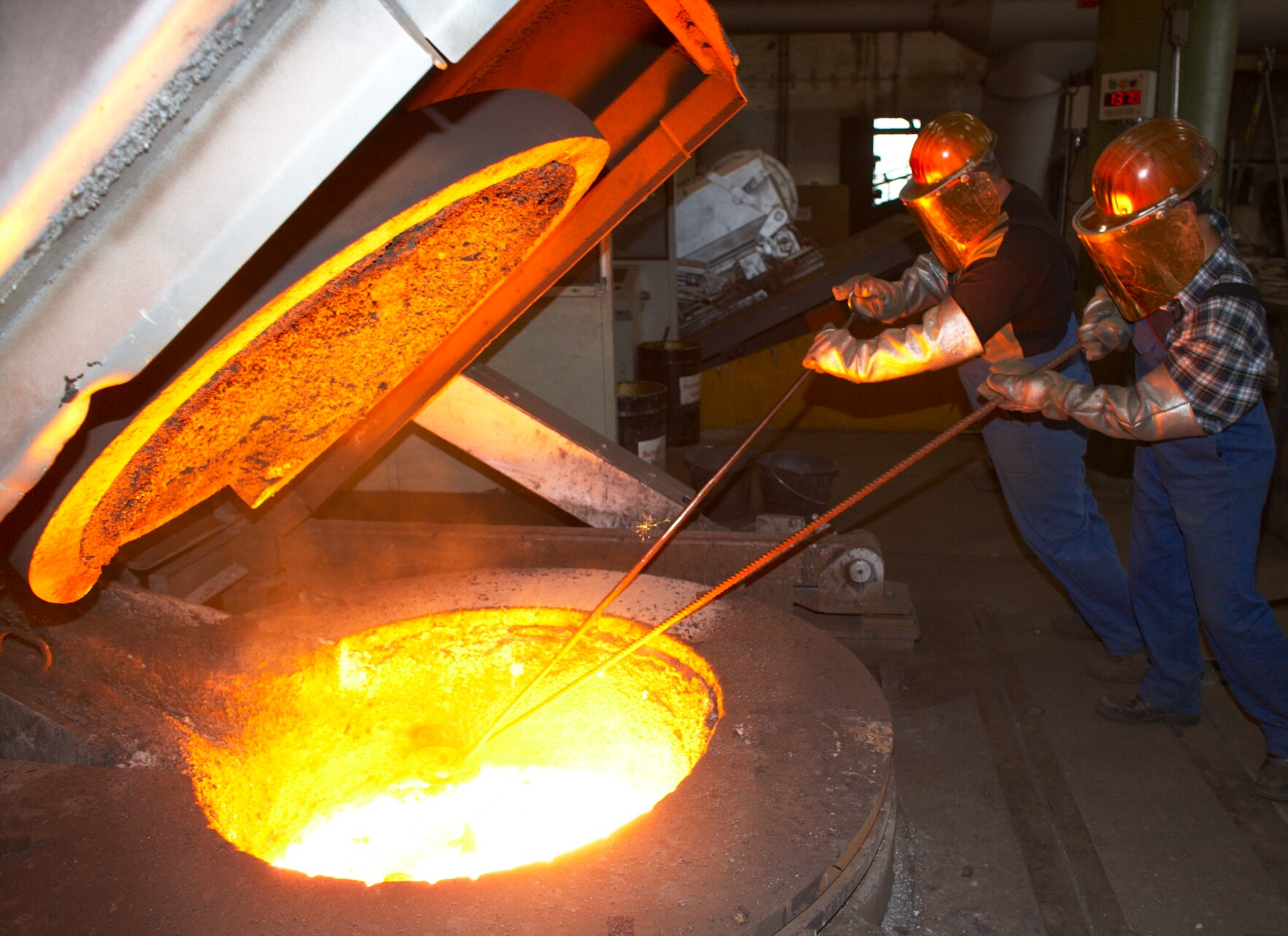
Сталевари біля відкритої індукційної печі

Індукці́йна (електро)пі́ч або індукці́йна плави́льна піч (англ. induction furnace) — електропіч, в якій електротермічний процес здійснюється із застосуванням індукційного нагрівання. Індукційні печі застосовують для переплавлення і рафінування металів, а також як міксери для зберігання і перегріву рідкого металу перед розливанням.

## Класифікація
За способом підведення тепла при індукційному нагріванні розрізняють індукційні печі прямого і опосередкованого нагрівання.
Індукційна електропіч опосередкованого нагрівання (англ. indirect induction furnace) — індукційна електропіч, в якій індукційне нагрівання здійснюється шляхом генерування тепла в проміжному тілі (наприклад, тигелі,муфелі) з подальшим передаванням тепла завантаженню.
Індукційна електропіч безпосереднього нагрівання (англ. direct induction furnace) — індукційна електропіч, в якій індукційне нагрівання здійснюється шляхом генерування тепла в завантаженні.
З варіантів конструктивного виконання в промисловості застосовують в основному індукційні тигельні печі й індукційні канальні печі.

## Індукційна тигельна піч
Індукційна тигельна піч складається з індуктора, який є соленоїдом, виконаним з мідної водоохолоджуваної трубки, і тигля, який залежно від властивостей розплаву виготовляється з керамічних матеріалів, а в спеціальних випадках — з графіту, сталі тощо. Тигельні індукційні печі живляться електричним струмом промислової (50 Гц), середньої (до 10 кГц) або високої (понад 10 кГц) частоти.
У тиглях індукційних печей виплавляють сталь, чавун, дорогоцінні метали, мідь, алюміній, магній. Вони виконуються: відкритими, вакуумними, газонаповненими і компресійними.

## Індукційна канальна піч
Основні вузли канальної індукційної печі: плавильна ванна і так звана індукційна одиниця, в яку входять подовий камінь, індуктор та магнітне осердя, що проходить через внутрішню порожнину та індуктора. Зовні індуктор оточений керамічною футеровкою з вертикальним плавильним каналом, верхня частина якого являє собою шахту, де нагромаджується розплавлений метал. Живляться такі печі електричним струмом промислової частоти (50 Гц).
Відмінність канальних печей від тиглів полягає в тому, що перетворення електромагнітної енергії в теплову відбувається в каналі тепловиділення, який має бути постійно заповнений електропровідним тілом. Для первинного запуску канальних індукційних печей в канал заливають розплавлений метал або вставляють шаблон з матеріалу, який плавитиметься в печі. При завершенні плавки метал з печі зливають не повністю, залишаючи так зване «болото», яке забезпечує заповнення каналу тепловиділення для подальшого запуску. Для полегшення заміни подового каменя індукційні одиниці сучасних печей виготовляють відокремленими.
У канальних індукційних печах виплавляють кольорові метали та їх сплави, чавун.

## Переваги індукційних електропечей
Для плавки в індукційних печах характерні: відносно холодний шлак, оскільки тепло виділяється в розплавленому металі.
Індукційні печі відзначаються великою продуктивністю, інтенсивним перемішуванням і високою якістю металів (сплавів), що переплавляються. Місткість печей становить від декількох кілограмів до сотень тонн, потужність — від 10 кВт до 42 МВт,